# Sanderhöhe
Sanderhöhe ist ein Stadtteil  von Wipperfürth im Oberbergischen Kreis im Regierungsbezirk Köln in Nordrhein-Westfalen (Deutschland).

## Lage und Beschreibung
Der Stadtteil liegt, durch die Wupper vom Zentrum getrennt, nördlich von Wipperfürth. Der Stadtteil weist einen westlichen und einen östlichen Siedlungsbereich auf.  Nachbarortsteile sind Wolfsiepen, Ommer, Berghof, Voßkuhle und Leiersmühle. Im östlichen Siedlungsbereich fließt der Ommer Siepen in den Berghofer Bach, welcher dann nach 100 Metern in die Wupper mündet.
Politisch wird der Ort durch den Direktkandidaten des Wahlbezirks 02 (020) Sanderhöhe und Wolfsiepen im Rat der Stadt Wipperfürth vertreten.

## Geschichte
Die topografische Karte von 1894 bis 1896 (Preußische Neuaufnahme) zeigt auf dem Gebiet der Sanderhöhe erstmals Gebäudegrundrisse innerhalb umgrenzter Hofräume. 1901 bot ein Pavillon am Weg nach Sonnenschein Aussicht auf die Stadt Wipperfürth. Zu dieser Zeit war er ein Wahrzeichen der Stadt Wipperfürth. In der topografischen Karte von 1927 ist der Platz des Pavillons mit der Bezeichnung „Pav“ eingetragen.
Der westliche Siedlungsbereich ist in den 1950er Jahren als Reaktion auf die akute Wohnungsnot nach dem Zweiten Weltkrieg entstanden. Die auf der Potsdamer Konferenz beschlossene Vertreibung der deutschen Bevölkerung aus ihren osteuropäischen bzw. ostdeutschen Wohngebieten sorgte durch Zuweisung der Menschen durch das Sozialministerium in Düsseldorf für einen sprunghaften Anstieg der Bevölkerungszahlen in den damals noch selbständigen Gemeinden Wipperfürth, Klüppelberg und Wipperfeld. Der bis dahin vorhandene Wohnungsmarkt konnte den sprunghaft gestiegenen Bedarf an Wohnraum weder abdecken noch aus eigener Kraft herstellen. Gemeinsam mit Bürgern und Kirche organisierten die politischen Gemeinden zahlreiche Neubauprojekte und erschlossen dabei neue Siedlungsbereiche.

## Busverbindungen
Über die Haltestelle Wipperfürth Busbahnhof Surgères-Platz (VRS/OVAG) ist eine Anbindung an den öffentlichen Personennahverkehr gegeben.